# Роздольє (Армізонський район)
Роздо́льє (рос. Раздолье) — село у складі Армізонського району Тюменської області, Росія.
Населення — 208 осіб (2010, 340 у 2002).
Національний склад станом на 2002 рік:
- росіяни — 86 %